# Elijah Bryant
Pour les articles homonymes, voir Bryant.
Elijah Brigham Bryant, né le 19 avril 1995 à Gwinnett dans l'État de Géorgie, est un joueur américain de basket-ball évoluant au poste d'arrière.

## Biographie
Lors de la draft 2018, il n'est pas sélectionné.
En mai 2021, il signe un contrat de deux saisons en faveur des Bucks de Milwaukee. Il est coupé fin septembre 2021.
En octobre 2021, Bryant rejoint l'Anadolu Efes, champion d'Europe en titre, avec lequel il signe un contrat sur deux saisons.
Début juillet 2025, il signe avec le Hapoël Tel Aviv, club israélien participant à l'Euroligue.

## Palmarès
- Champion NBA en 2021 avec les Bucks de Milwaukee
- Champion de la Conférence Est de la NBA en 2021
- Vainqueur de la coupe de Turquie en 2022
- Vainqueur de l'Euroligue 2021-2022